# Onze-Lieve-Vrouwekerk (De Klijte)

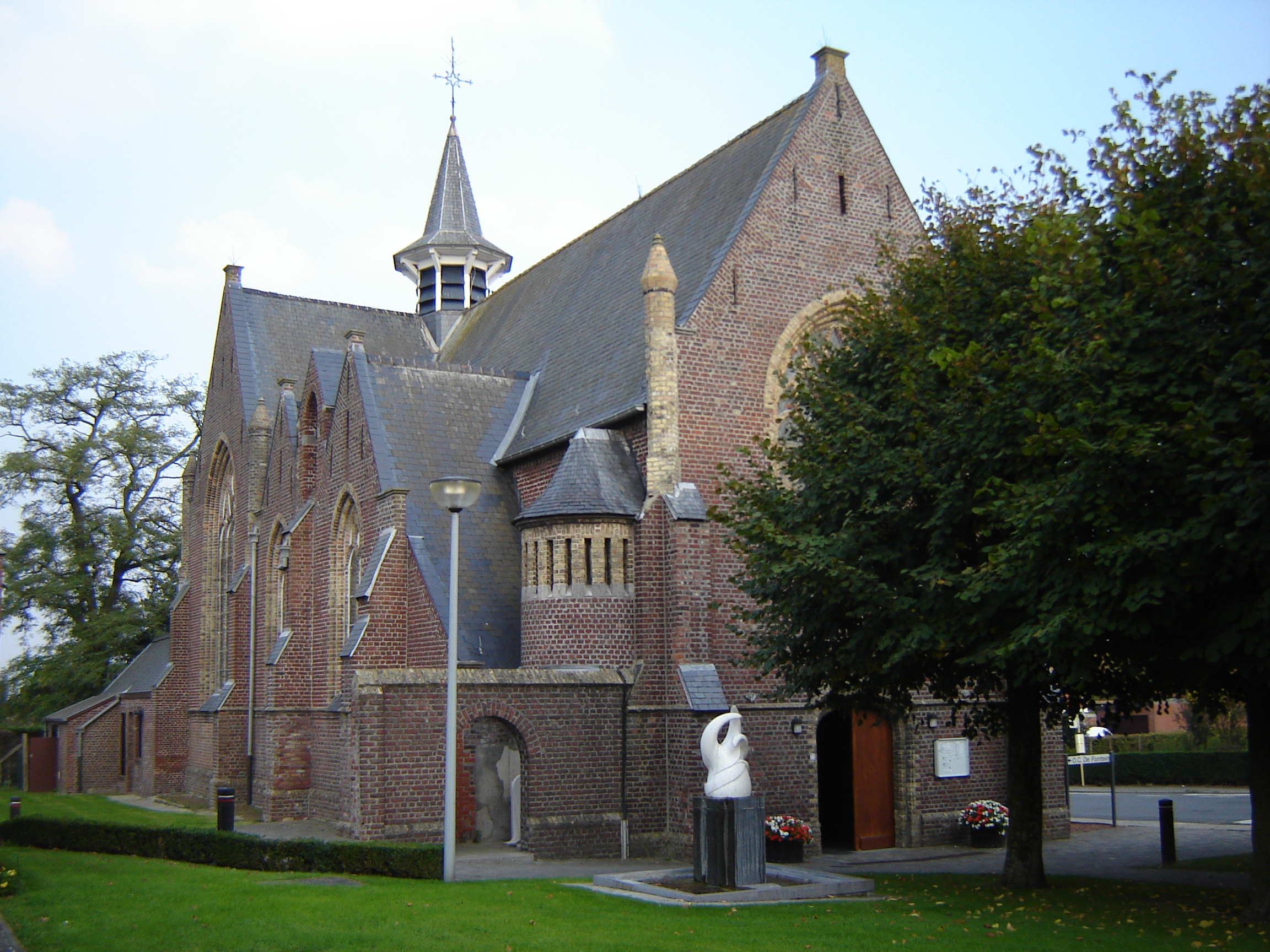
Onze-Lieve-Vrouwekerk

De Onze-Lieve-Vrouwekerk (ook: Onze-Lieve-Vrouw Bezoekingkerk) is de parochiekerk van de tot de West-Vlaamse gemeente Heuvelland behorende plaats De Klijte, gelegen aan Dikkebusstraat 28A.

## Geschiedenis
Oorspronkelijk stond hier een uit 1465 daterende kapel met de rang van proosdij. Tijdens de Eerste Wereldoorlog werd deze kapel verwoest op enkele muurpartijen na. De herbouw vond plaats in 1921 naar ontwerp van Ernest Richir en Chrétien Veraart. Dit ontwerp was op basis van de oorspronkelijke laatgotische kapel, met wijzigingen en vergrotingen, waaronder de aanbouw van een halfrond torentje tegen de noordgevel.

## Gebouw
Het betreft een tweebeukig bakstenen gebouw met zuidtransept en een vieringtorentje. Er werden metselaarstekens aangebracht en het wapenschild van de familie Buteel, een belangrijke familie van heren van De Klijte.

## Interieur
Er is een 18e-eeuws, aan beide zijden beschilderd, lederen schilderij; een Onze-Lieve-Vrouw in verguld hout van het 1e kwart van de 17e eeuw; een buste van Sint-Blasius uit het 1e kwart van de 18e eeuw; en een 18e-eeuwse communiebank. Verder neogotisch interieur.
Een grafzerk bevat de tekst: Bewonderingsvolle nagedachtenisse van den eerweerdigen Heer Albrecht-Lodewijk Horael in 1761 't Alveringhem geboren, in 1786 't Yper priester gewijd en kapelaan te Dickebusch benoemd binst den beloken tijd (van einde 1797 tot begin 1801) in een schure gestorven en hier ’s nachts voor Onze-Lieve-Vrouw altaar begraven. Zalig zij die vervolging lijden om de rechtvaardigheid want hunner is het Rijk der Hemelen Matth. V. 10.